# Bière simple, double, triple ou quadruple
 (avril 2013).
Si vous disposez d'ouvrages ou d'articles de référence ou si vous connaissez des sites web de qualité traitant du thème abordé ici, merci de compléter l'article en donnant les références utiles à sa vérifiabilité et en les liant à la section « Notes et références ».

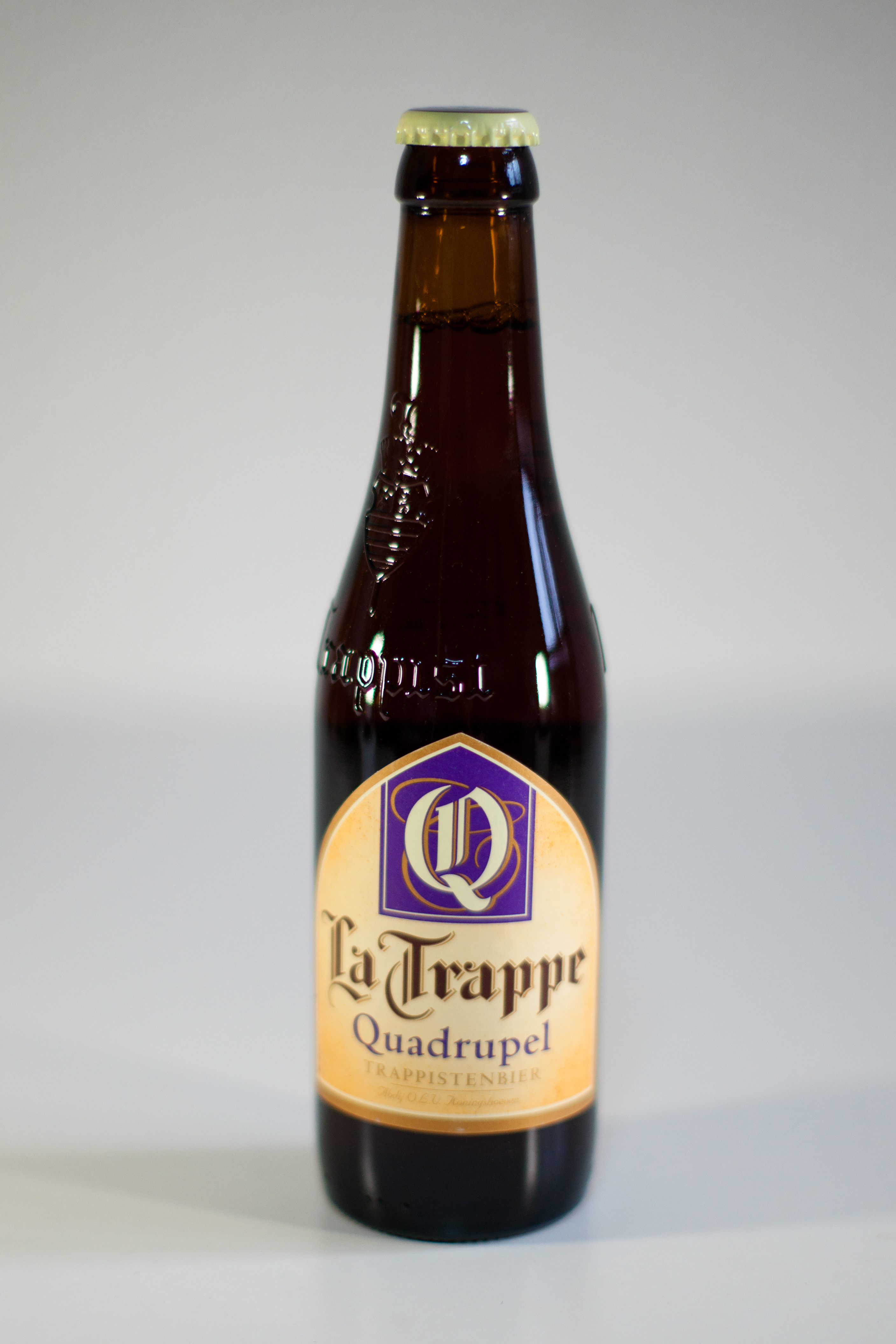
Quadruple de La Trappe

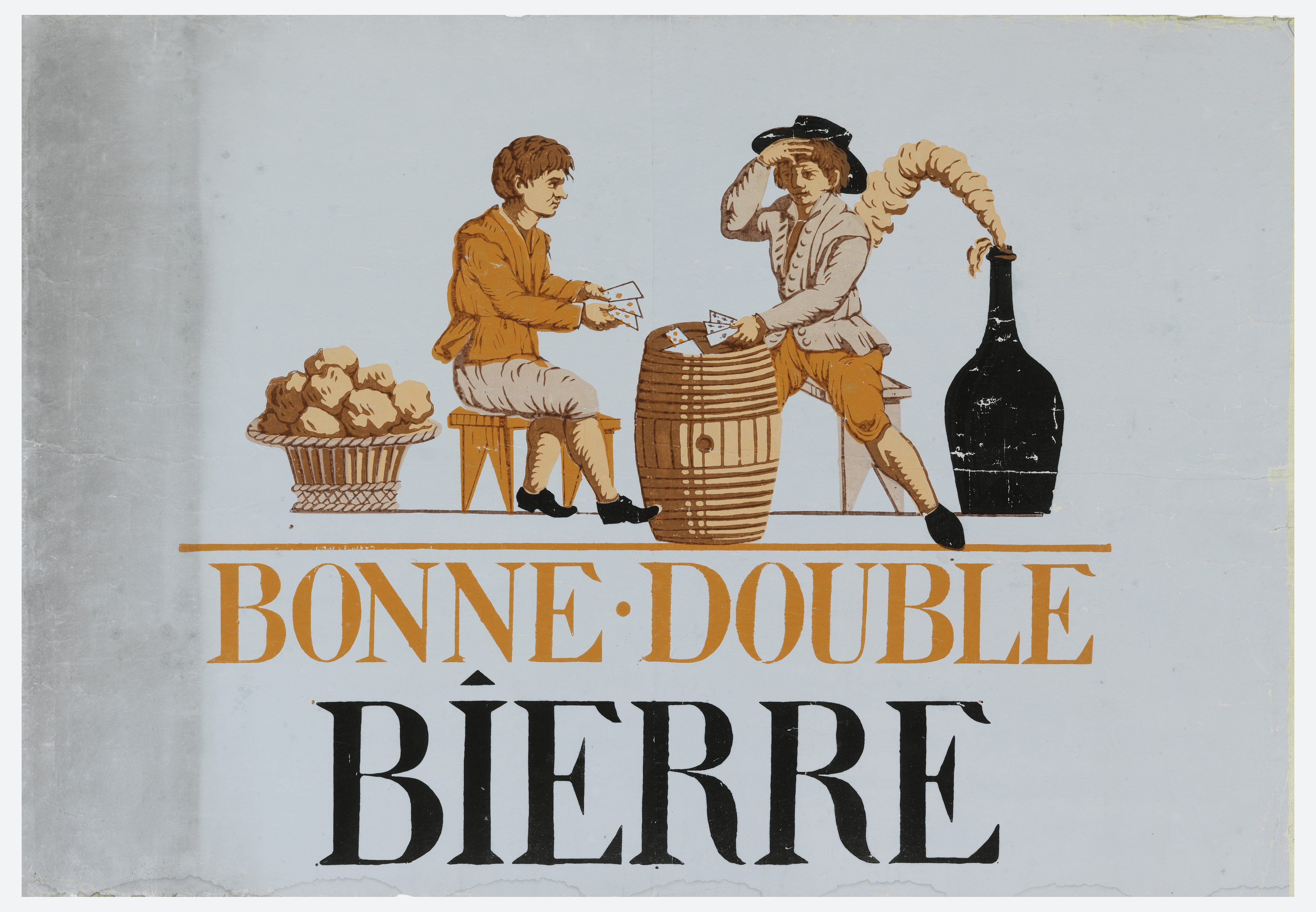
Publicité pour de la bière double, 1825-1835, Cooper–Hewitt, Smithsonian Design Museum.

Historiquement, on désigne par simple, double et triple les diverses bières brassées au sein d'un monastère : simple (légère, pour les moines), double avec plus de malt et triple avec encore plus de malt. La simple était aussi souvent appelée la « petite bière »  ou « bière de table ». Elle était parfois brassée à l'aide du moût obtenu par le rinçage des drêches.
C'est en 1856 qu'une bière de fermentation haute dans le style des bières trappistes de l'abbaye de Westmalle est à l'origine de l'usage moderne de ces appellations[réf. nécessaire]. On les emploie pour des bières dont la teneur en alcool est supérieure à celle d'une bière de consommation courante, qui serait qualifiée de « simple ». Les brasseurs jouent sur la quantité des matières premières utilisées pour un même volume d'eau, lors des différentes phases de création, pour obtenir un moût, plus ou moins concentré en sucre, qui donnera une bière plus ou moins forte en alcool. Ce type de bière est généralement brassé à partir d'une grande quantité de sucre ajouté, permettant d'atteindre le degré alcoolique souhaité après fermentation avec une plus petite quantité de grain.
Les bières à fermentation spontanée utilisent des levures sauvages (levures circulant naturellement dans l'air capturées à l'aide de moût laissé en plein air).
Une bière double est en général une bière de garde, de titre alcoolique de l'ordre de 7 % en volume. Une bière triple est une bière blonde, ambrée (par ex : Bush Ambrée Triple) ou brune (par ex : Abbaye d'Aulnes Brune 8), au froment (ex : Grosse Bertha) de titre alcoolique de l'ordre de 9 % ou supérieur en volume.
Ces termes, auxquels s'ajoute aussi quadruple ou « Abt », sont également utilisés dans les bières d'abbaye ; ces brasseries utilisent un autre type de classification pour indiquer la force de bières de ce style, notamment par les bières de Maredsous.
L’appellation triple est parfois utilisée, par erreur ou comme argument de marketing, pour désigner une bière qui a subi une fermentation primaire, la fermentation secondaire et la troisième fermentation en bouteille. Mais cette utilisation est un argument marketing en contradiction avec la tradition. Ces trois étapes fermentaires ne peuvent pas expliquer l'obtention d'un volume d'alcool de l'ordre de 9 % (on parlera d'ailleurs de maturation ou de garde, plutôt que de fermentation secondaire, puisque les levures ont déjà transformé le sucre en alcool lors de la fermentation primaire).
Enfin, l'appellation « double » ou « triple » est parfois utilisée comme une technique de marketing pour désigner une bière qui aurait subi deux ou trois fermentations successives. Cette pratique est parfois considérée comme incohérente dans la mesure où la majorité des bières subissent au moins une fermentation primaire, transformant le sucre en alcool, et une fermentation secondaire (période de garde) permettant l'affinage du goût de la bière. C'est cet affinage, qui peut avoir lieu en plusieurs phases, et notamment se poursuivre en bouteille pour une bière sur levure, qui a amené certaines brasseries à parler de « triple fermentation », bien que cette appellation ne soit pas préférée par certains amateurs de bière. Si bien qu'il existe des doubles à triple fermentation, et inversement.[réf. nécessaire]
Il existe une dernière appellation à vocation marketing utilisant le terme "triple" pour certaines bières produites par l'assemblage de trois types de houblons. Bien que ces bières peuvent parfois être de réelles triples de par la concentration de sucre initialement présente dans le moût, elles correspondent essentiellement à des bières dont le houblonnage a été étudié pour complexifier les saveurs des bières produites. 